# ميخائيل تولستيخ
ميخائيل سيرجيفيتش تولستيخ (بالأوكرانية: Михайло Сергійович Толстих)‏، (بالروسية: Михаи́л Серге́евич Толсты́х)‏ (19 يوليو 1980 – 8 فبراير 2017)، المعروف بلقبه جيفي (Гиви)، كان قائد جمهورية دونيتسك الشعبية من كتيبة الصومال التابعة للقوات الانفصالية في الحرب في دونباس.

## السيرة الشخصية
في مقابلته مع كومسومولسكايا برافدا ووسائل إعلام روسية أخرى، ادعى تولستيخ أنه كان من إلوفيسك وخدم في الجيش الأوكراني من 1998 إلى 2000 قبل أن يعمل في مصنع حبال وكحارس أمني في سوبر ماركت (مع أن تولستيخ قال إنه يعاني من عائق في الكلام يمنعه من الخدمة في الجيش الأوكراني). لقد ذكر في مقابلة أن جده كان من أصل جورجي. إن لقبه جيفي جورجي.
انضم تولستيخ للمتمردين في المراحل الأولى من الحرب وشارك في معركة إلوفيسك. قاد جيفي كتيبة جمهورية دونيتسك الشعبية في معركة مطار دونيتسك الثانية. كتبت التلغراف مقالة موجزة عنه حين أجرى مقابلة مع تلفزيون نوفوروسيا، وقع خلالها انفجار قريب منه.
في 16 فبراير 2015، أدرج تولستيخ من قبل المجلس الأوروبي في قائمة العقوبات الخاصة بهم. في عام 2016، اتُهم في أوكرانيا بارتكاب جرائم، بما في ذلك إنشاء منظمة إرهابية واختطاف وإساءة معاملة أسرى الحرب.

### سوء معاملة السجناء
في يناير 2015، ظهرت العديد من مقاطع الفيديو حول الاعتداء الجسدي من تولستيخ على السجناء الذين تم القبض عليهم في معركة مطار دونيتسك الثانية. يشاهد تولستيخ وهو يُعرِّف نفسه بوضوح قبل أن يمسك السجناء بالوجه، ويلوح بخنجر، ويقطع الشارات العسكرية ويجبر السجناء على أكلها. تصف أولكساندرا ماتفيتشوك، رئيسة مركز الحريات المدنية ومقره كييف، ما يظهر في مقاطع الفيديو بأنها «انتهاكات صارخة لاتفاقيات جنيف» وتقول إنها تُعد الأساس اللازم للمحاكمة.

### الموت
في وقت مبكر من صباح يوم 8 فبراير 2017 وأثناء عمله في مكتبه في دونيتسك، قُتل تولستيخ بسبب انفجار قيل إنه ناجم عن قاذفة صواريخ آر بي أو-أيه شمل أطلقت من مسافة مجهولة. اتهم مسؤولو جمهورية دونيتسك الشعبية القوات الأوكرانية بتنفيذ الهجوم، في حين زعم مسؤولو الأمن الأوكرانيون أن الحادث وقع نتيجة الاقتتال الداخلي في جمهورية دونيتسك الشعبية.